# Kebaya

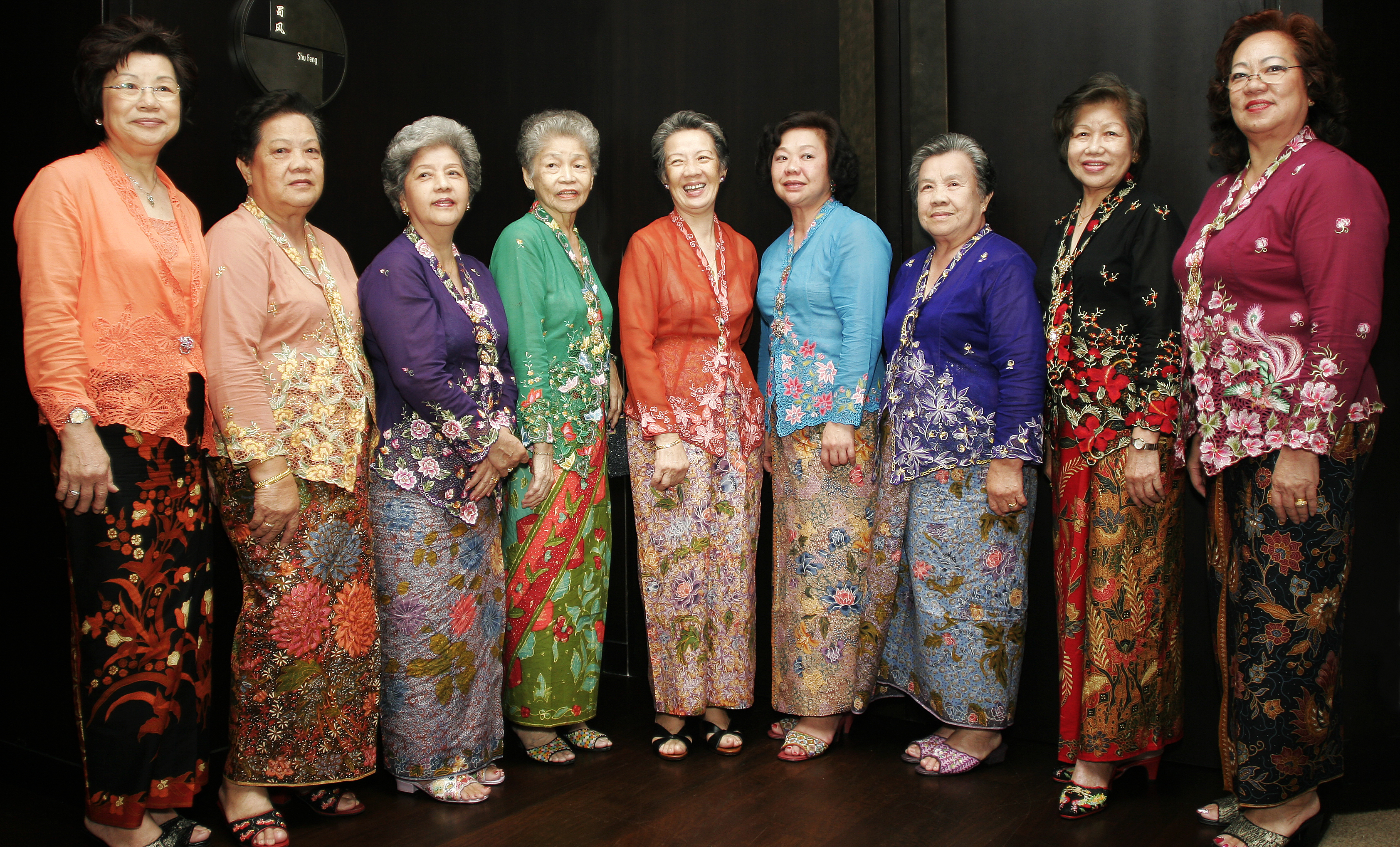
Một nhóm phụ nữ trong trang phục kebaya

Kebaya là sự kết hợp giữa áo-trang phục truyền thống có nguồn gốc từ Indonesia và được mặc bởi phụ nữ ở Indonesia, Malaysia, Brunei, Myanmar, Singapore, miền nam Thái Lan, và phần phía Nam của Philippines. Trước đây nó thường được làm từ chất liệu mỏng như lụa. Ngày nay còn được làm bằng nylon hoặc polyester. Trên đó được trang trí bằng thổ cẩm hoặc hình hoa thêu.
Kebaya gồm một chiếc áo ôm sát cơ thể, cổ áo trước mở rộng, tay áo dài, kèm theo đó là những họa tiết hoa lá được in hoặc dệt trên vải. Kebaya truyền thống còn có một dải vải choàng stagen bằng chất liệu batik khoác lên áo. Áo được buộc bằng trâm cài đầu - kerongsang. Thông thường, Kebaya được mặc với váy kain - một dải vải gồm nhiều nếp xếp li sống động quấn quanh phần cơ thể từ eo xuống dưới.
Kebaya là trang phục truyền thống của Indonesia, mặc dù chính xác hơn nó được sử dụng phổ biến là ở Java, Sunda và Bali.

## Từ nguyên
Kebaya nguồn gốc từ ngôn ngữ Ả Rập - Kaba có nghĩa là "trang phục" và được du nhập vào đất nước Indonesia bằng ngôn ngữ Bồ Đào Nha, kể từ đó Kebaya bắt đầu xuất hiện để chỉ kiểu trang phục áo - váy. 

## Lịch sử
Khoảng thế kỷ 15 hay 16, Kebaya được xem là một trang phục tôn quý và chỉ dành cho gia đình hoàng gia, những nhà quý tộc và một bộ phận nhỏ giới thượng lưu. Dần dần, Kebaya nhanh chóng trở thành phục trang của Indonesia và dần lan sang các khu vực lân cận như Malacca, Bali, Sumatra,… thông qua giao thương và những hoạt động ngoại giao.
Kebaya trở thành biểu tượng giải phóng phụ nữ ở Indonesia do mối liên kết chặt chẽ giữa Kebaya và nhà ủng hộ phong trào nam nữ bình quyền vào thế kỷ 19 - Raden A. Kartini.

## Cách tân

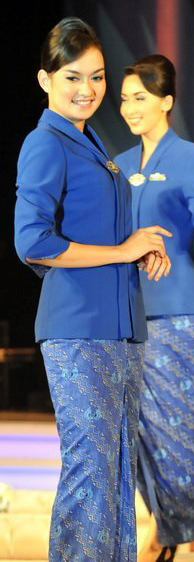
Trang phục của các nữ tiếp viên hàng không Garuda Indonesia là một ví dụ điển hình cho một Kebaya hiện đại.

Ngày nay, Kebaya được cách tân theo nhiều phong cách mới đơn giản hơn, chất liệu bằng vải cotton-polyester chống cháy kèm với váy vải batik với những họa tiết theo họa tiết đôi cánh của loài chim Garuda và những chấm bi nhỏ mang biểu tượng của hoa lài. 